# Neohahnia
Neohahnia es un género de arañas araneomorfas de la familia Hahniidae. Se encuentra en Sudamérica y las Antillas

## Lista de especies
Según The World Spider Catalog 12.0:
- Neohahnia chibcha Heimer & Müller, 1988
- Neohahnia ernsti (Simon, 1897)
- Neohahnia palmicola Mello-Leitão, 1917
- Neohahnia sylviae Mello-Leitão, 1917